# 斬り込み
『斬り込み』（きりこみ）1970年3月7日に公開された日本の映画である主演は渡哲也。日活制作。澤田幸弘の監督昇進第一回作品である。川崎が舞台。

## キャスト
- 庄司新：渡哲也
- 花井浩：郷鍈治
- 次郎：岡崎二朗
- 直人：藤竜也
- 雅美：沖雅也
- 真弓：青木伸子
- 椿悟郎：青木義朗
- 松永俊之：小堀明男
- 食料品店主人：人見きよし
- 猛：藤健次
- 猛の母：初井言栄
- 植松芳裕：高城淳一
- 関東連合組員：柳瀬志郎、柴田新三、高橋明
- ノミ屋の客：澄川透
- 関東連合組員：市村博
- 佐伯友吉：雪丘恵介
- 麻生：長弘
- 労働者：榎木兵衛
- 李京華：高樹蓉子
- 和夫：大浜詩郎
- 関東連合組員：溝口拳、大前田武
- 労務者：菅原義夫
- 関東連合組員：青木敏夫
- グループサウンズ：ザ・モップス
- 所作指導：笛田直一
- 技斗：山口博義
- 郷田政二郎：中村竹弥
- 佐伯アキラ：杉良太郎
- 花井朋子：扇ひろ子

## スタッフ
- 監督：澤田幸弘
- 脚本：永原秀一
- 企画：園田郁毅
- 音楽：鏑木創
- 主題歌 : 「夕日が俺についてくる」: 藤健二

## 同時上映
『あばれ丁半』
- 監督：江崎実生 / 主演：高橋英樹

## リメイク作品
『平成残侠伝 ぶった斬れ!』（1996年 / 東映ビデオ、セントラル・アーツ）
- 原案：永原秀一（『斬り込み』より） / 脚本∶加藤正人、澤田幸弘 / 監督：澤田幸弘 / 主演：竹内力、清水宏次朗